# Liste der denkmalgeschützten Objekte in Langkampfen
Die Liste der denkmalgeschützten Objekte in Langkampfen enthält die 13 denkmalgeschützten, unbeweglichen Objekte der Gemeinde Langkampfen.

## Denkmäler
| Foto |                 | Denkmal | Standort                                              | Beschreibung | Metadaten |
| ---- | --------------- | --- | ----------------------------------------------------- | --- | --- |
| ja   | Datei hochladen | Gasthof Altwirt HERIS-ID: 106606 Objekt-ID: 123791 TKK: 3216                                                                | Bürgerstraße 6 Standort KG: Langkampfen               | Der Gasthof im Dorfzentrum wurde um 1480/90 erstmals urkundlich erwähnt. Der heutige Bau wurde vermutlich im 16. Jahrhundert errichtet, 1775 ausgebaut und in den 1960er Jahren im Inneren umgestaltet. Der zweigeschoßige Bau mit Mittelflurgrundriss und Pfettendach weist regelmäßig gegliederte Fassaden auf. An den Giebelseiten befindet sich je ein korbbogiges Portal, das an der Südseite ist geländebedingt über eine zweiläufige Treppe erschlossen. Alle Fassaden sind mit reicher Architekturmalerei gestaltet, in den Giebelfeldern befinden sich Medaillons mit Heiligendarstellungen. | BDA-Hist.: Q37808141 Status: § 2a Stand der BDA-Liste: 2025-06-30 Name: Gasthof Altwirt GstNr.: 996/2 Gasthof Altwirt, Langkampfen                                                                        |
| ja   | Datei hochladen | Dorfbrunnen beim Gasthof Altwirt HERIS-ID: 106607 Objekt-ID: 123792 TKK: 115641                                             | Bürgerstraße 14, in der Nähe Standort KG: Langkampfen | Die Brunnenanlage aus Bronze wurde um 2000 errichtet. Ein oben geweiteter Pfeiler wird von einer Frauengestalt überragt, zu deren Füßen sich das Wasser in eine asymmetrisch geformte Brunnenschale und danach in ein gepflastertes Brunnenbecken ergießt. | BDA-Hist.: Q37808153 Status: § 2a Stand der BDA-Liste: 2025-06-30 Name: Dorfbrunnen beim Gasthof Altwirt GstNr.: 996/2 Altwirtbrunnen, Unterlangkampfen                                                   |
| ja   | Datei hochladen | Friedhof Unterlangkampfen mit Aufbahrungshalle HERIS-ID: 106609 Objekt-ID: 123797 TKK: 71718                                | Bürgerstraße 14, in der Nähe Standort KG: Langkampfen | Der südwestlich des Ortskerns gelegene Friedhof wurde 1950/51 angelegt. An der Umfassungsmauer befindet sich von segmentbogigen Blendnischen gerahmte Wandgräber. Eingebunden in die ehemalige westliche Umfassungsmauer ist die zeitgleich nach Plänen von Alfons Wachter errichtete Friedhofskapelle. Sie weist eine offene Vorhalle mit mächtigen geböschten Pfeilern und einen kleinen Dachreiter auf. Der kreuzgratgewölbte Innenraum wird lediglich durch zwei Rundfenster in den Giebelfeldern belichtet. An der westlichen Stirnwand befindet sich eine Mauernische mit einer Figur des Auferstandenen und ein von Max Moritz geschaffenes Sgraffito eines Engels mit Kreuz. | BDA-Hist.: Q37808169 Status: § 2a Stand der BDA-Liste: 2025-06-30 Name: Friedhof Unterlangkampfen mit Aufbahrungshalle GstNr.: 993/1, 1136/14 Neuer Friedhof (Unterlangkampfen)                           |
| ja   | Datei hochladen | Notburgakapelle/Dampfl-Kapelle, Kapelle zur schmerzhaften Mutter HERIS-ID: 55741 Objekt-ID: 64553 TKK: 3249                 | neben Kapellenweg 1 Standort KG: Langkampfen          | Die Kapelle wurde 1691/1692 anstelle eines kleineren Vorgängerbaus errichtet und 1893, 1975 und 1985 ungestaltet bzw. renoviert. Der einjochige Mauerbau mit eingezogenem, rundem Chorschluss weist ein Satteldach mit einem hölzernen Dachreiter auf. An der Giebelfassade befindet sich ein Rundbogenportal mit abgefastem Gewände, darüber im Giebelfeld eine flache Rundbogennische, flankiert von zwei rundbogigen Putzfeldern. Das Innere weist ein Tonnengewölbe mit Stichkappen über Pilastern mit profiliertem Gesims auf. Der um eine Stufe erhöhte Chorraum ist vom Betraum durch einen eingezogenen Chorbogen mit barockem Schmiedeeisengitter getrennt. Am Gewölbe wurden dekorative Malereien vom Anfang des 19. Jahrhunderts freigelegt. | BDA-Hist.: Q38067591 Status: Bescheid Stand der BDA-Liste: 2025-06-30 Name: Notburgakapelle/Dampfl-Kapelle, Kapelle zur schmerzhaften Mutter GstNr.: 2367/20 Notburgakapelle, Dampfl-Kapelle, Langkampfen |
| ja   | Datei hochladen | Kath. Pfarrkirche hl. Ursula mit Friedhof und Kriegerdenkmälern HERIS-ID: 58926 Objekt-ID: 69817 TKK: 8990, 71711, 71712, … | gegenüber Kirchweg 2 Standort KG: Langkampfen         | Die Kirche wurde urkundlich erstmals 1315 genannt, durch archäologische Grabungen sind zwei Vorgängerbauten aus dem 13. und 15. Jahrhundert bekannt. Der heutige barocke Bau wurde 1720/21 unter Einbeziehung des gotischen Turms errichtet. Das Portal mit profiliertem Dreieckgiebel an der Westseite stammt inschriftlich von 1557. Im Inneren sind das dreijochige Langhaus und der einjochige Chor mit Rundapsis von einer Stichkappentonne mit Gurten überwölbt. Die um 1780 entstandenen, Josef Michael Schmutzer zugeschriebenen Gewölbemalereien wurden in der Mitte 19. Jahrhundert übermalt und 1946/1947 freigelegt. Die Apostelkreuze mit halbfigurigen, gemalten Aposteln wurden 1843 von Sebastian Anton Defregger geschaffen. Die zweigeschoßige Westempore ist mit Malerei an den Brüstungen versehen, unten Medaillons mit Heiligen vom Ende des 18. Jahrhunderts, oben Ornamentmalerei um 1720. | BDA-Hist.: Q38085256 Status: § 2a Stand der BDA-Liste: 2025-06-30 Name: Kath. Pfarrkirche hl. Ursula mit Friedhof und Kriegerdenkmälern GstNr.: 970 Pfarrkirche Langkampfen                               |
| ja   | Datei hochladen | Bildstock Pienzenau(er) beim Eilfen / Denksäule HERIS-ID: 106638 Objekt-ID: 123830 TKK: 3287                                | bei Kufsteiner Straße 45 Standort KG: Langkampfen     | Der Bildstock wurde 1905 nach einem Entwurf von Alfons Siber zur Erinnerung an Hans von Pienzenau errichtet, der im Jahr 1504 an dieser Stelle auf Befehl Kaiser Maximilians enthauptet wurde. Der Tabernakelbildstock besteht aus einer gedrungenen Säule und einem würfelförmigen Aufsatz mit flachen Nischen und einem schindelgedeckten Zeltdach. In den Nischen befanden sich ursprünglich Fresken, die bald verwittert waren und 1930 durch Steinreliefs von Stefan Silberberger ersetzt wurden. Diese zeigen Szenen der Ereignisse um die Belagerung Kufsteins und eine Inschrift. | BDA-Hist.: Q37808257 Status: § 2a Stand der BDA-Liste: 2025-06-30 Name: Bildstock Pienzenau(er) beim Eilfen/ Denksäule GstNr.: 262/2 Denkmal für Hans von Pienzenau (Langkampfen)                         |
| ja   | Datei hochladen | Widum Unterlangkampfen mit Treppenanlage HERIS-ID: 55982 Objekt-ID: 64914 TKK: 71709                                        | Obere Dorfstraße 17 Standort KG: Langkampfen          | Das Pfarrhaus im Dorfzentrum wurde 1733/1734 errichtet. Das dreigeschoßige, in den Hang gebaute Haus weist einen giebelseitig erschlossenen Mittelflurgrundriss und ein weit vorkragendes Pfettendach auf. Die Eingangsfassade ist symmetrisch gegliedert, das Hauptgeschoß im ersten Stock ist über ein breites flachbogiges Portal und eine zweiarmige, lisenengegliederte Treppenanlage erschlossen. Das Erdgeschoß ist über einen segmentbogigen Eingang in der Brüstungsmauer der Treppenanlage zugänglich. Die Fassaden sind mit Architekturmalerei mit Kartuschen an den Fenstern, gedrehten Säulen an den Mauerkanten und abschließendem Gesimsband gestaltet. | BDA-Hist.: Q38069241 Status: § 2a Stand der BDA-Liste: 2025-06-30 Name: Widum Unterlangkampfen mit Treppenanlage GstNr.: 1009 Widum (Unterlangkampfen)                                                    |
| ja   | Datei hochladen | Schloss Schönwörth/Turm zu Niederbreitenbach HERIS-ID: 39894 Objekt-ID: 39732 TKK: 29290                                    | Schönwörthstraße 14 Standort KG: Langkampfen          | Der turmartige Kernbau wurde um 1360 von den Freundsbergern errichtet. Die Burg wechselte häufig den Besitzer und wurde 1886 vom russischen Fürsten Bariatowsky erworben, der sie bis 1890 zur heute noch bestehenden Anlage ausbauen ließ. Der spätmittelalterliche, fünfgeschoßige Wohnturm mit steilem abgewalmtem Satteldach weist an den Fenstern teils schmiedeeiserne Korbgitter, teils zweiflügelige, rot-weiß gestrichene Klappläden auf. Östlich an den Turm ist ein zweigeschoßiges Gebäude mit breiten, überdachten Eckerkern und abgewalmtem Satteldach angebaut. Weitere Zubauten der zweiten Hälfte des 19. Jahrhunderts umgeben den Turm: Westlich ein schmaler Rundturm mit Kegeldach und ein weiteres turmartiges Gebäude mit Wehrplatte und Zinnenkranz, südlich ein Torhäuschen mit Zeltdach. | BDA-Hist.: Q17557183 Status: Bescheid Stand der BDA-Liste: 2025-06-30 Name: Schloss Schönwörth/Turm zu Niederbreitenbach GstNr.: .197 Schloss Schönwörth                                                  |
| ja   | Datei hochladen | Kalvarienberg Unterlangkampfen HERIS-ID: 106610 Objekt-ID: 123799                                                           | Schützenweg 18, in der Nähe Standort KG: Langkampfen  | Die weithin sichtbare Kalvarienbergkapelle auf einem steil aufragenden Felsen nördlich des Dorfes wurde 1743 errichtet und im 19. Jahrhundert umgestaltet. Der zweijochige Mauerbau weist einen eingezogenen, runden Chorschluss und ein schindelgedecktes Satteldach mit hölzernem Dachreiter auf. An der südlichen Giebelfassade befinden sich ein Korbbogenportal und drei vertiefte Putzfelder mit gemalten Darstellungen der hll. Leonhard, Wendelin und Florian. Das Innere ist von einer Stichkappentonne überwölbt, der Altarraum ist durch einen eingezogenen Rundbogen vom Betraum getrennt. Die Deckengemälde Mariä Himmelfahrt, hl. Paulus und Kreuzigungsgruppe stammen aus der Erbauungszeit. Östlich der Kapelle steht ein Wegkreuz in offenem Bretterkasten aus der Zeit um 1900. Der Kreuzweg auf den Kalvarienberg wurde um 1900 errichtet und besteht aus einfachen hölzernen Bildstöcken mit überdachten Bildtafeln. Ein gemauerter Kapellenbildstock mit rundem Chorschluss aus dem 20. Jahrhundert beherbergt in der Nische eine barocke Holzskulptur Christus an der Geißelsäule. | BDA-Hist.: Q37808177 Status: § 2a Stand der BDA-Liste: 2025-06-30 Name: Kalvarienberg Unterlangkampfen GstNr.: 2532, 2533 Kalvarienberg Unterlangkampfen                                                  |
| ja   | Datei hochladen | Widum Oberlangkampfen / Benefiziatenhaus HERIS-ID: 106632 Objekt-ID: 123824 TKK: 71706                                      | Wegscheidstraße 5 Standort KG: Langkampfen            | Das villenartige Haus wurde 1913/14 errichtet. Der zweigeschoßige Bau mit steilem Pfettendach weist auf der Südseite einen loggienartigen Söller mit Segmentbogenabschlüssen und farbig gefassten, gedrehten Holzpfeilern und an der Ostseite einen Giebelsöller mit ähnlich gestalteten Stützen auf. | BDA-Hist.: Q37808241 Status: § 2a Stand der BDA-Liste: 2025-06-30 Name: Widum Oberlangkampfen/ Benefiziatenhaus GstNr.: 1929/2 Widum (Oberlangkampfen)                                                    |
| ja   | Datei hochladen | Ehem. Schule HERIS-ID: 106605 Objekt-ID: 123787 TKK: 115642                                                                 | Windschnurweg 1 Standort KG: Langkampfen              | Das Schulgebäude östlich des Widums wurde in der ersten Hälfte des 19. Jahrhunderts erbaut. Der kompakte zweigeschoßige Mauerbau hat ein abgewalmtes Satteldach. Das steinsichtig Erdgeschoß ist als Sockelzone ausgebildet mit einem rechteckigen Eingang an der östlichen Traufseite. Die Fenster im Obergeschoß sind mit zweiflügeligen Klappläden versehen. An der Westseite befindet sich ein Anbau mit Schleppdach, an der Nordseite ein Zubau des 20. Jahrhunderts. | BDA-Hist.: Q37808132 Status: § 2a Stand der BDA-Liste: 2025-06-30 Name: Ehem. Schule GstNr.: .111 Ehemaliges Schulgebäude (Unterlangkampfen)                                                              |
| ja   | Datei hochladen | Kath. Filialkirche hl. Georg und Friedhof mit Kriegerdenkmal HERIS-ID: 106608 Objekt-ID: 123793 TKK: 8991                   | bei Wiesenweg 2 Standort KG: Langkampfen              | Die Kirche in Oberlangkampfen wurde 1315 urkundlich als Filialkirche mit Begräbnisrecht erwähnt, durch archäologische Grabungen ist eine Holzkirche aus dem 8. Jahrhundert und eine gemauerte Saalkirche aus der zweiten Hälfte des 11. Jahrhunderts dokumentiert. Vermutlich im 15. Jahrhundert wurden der Chor erneuert und der Turm errichtet. Die Kirche wurde in zwei Schritten barockisiert: Ende des 17. Jahrhunderts Gewölbe und Malereien, Ende des 18. Jahrhunderts Portal, Türen und Teile der Ausstattung. Die Kirche besteht aus einem vierjochigen Langhaus und einem einjochigen Chor mit fünfseitigem Schluss. Der Innenraum ist von einer Stichkappentonne überwölbt und mit Wandpfeilern gegliedert. Im Chorschluss findet sich eine teilweise überdeckte gotische Wandmalerei mit Aposteln (um 1440). Die barocke Gewölbemalerei aus der Zeit um 1700 zeigt im Chor die Sieben Zufluchten und im Langhaus den hl. Georg im Kampf mit dem Drachen. Die zweigeschoßige Westempore mit dichtem Akanthusschnitzwerk in den Brüstungsfeldern stammt vom Ende des 17. Jahrhunderts.         | BDA-Hist.: Q37808163 Status: § 2a Stand der BDA-Liste: 2025-06-30 Name: Kath. Filialkirche hl. Georg und Friedhof mit Kriegerdenkmal GstNr.: 1917, 1930/2 St. Georg (Oberlangkampfen)                     |
| ja   | Datei hochladen | Pestbildstock HERIS-ID: 106612 Objekt-ID: 123804 TKK: 3288                                                                  | Standort KG: Langkampfen                              | Die Pestsäule an der alten Straße von Unterlangkampfen nach Niederbreitenbach stammt vermutlich aus der zweiten Hälfte des 16. Jahrhunderts. Der schlanke Tabernakelbildstock aus rötlichem Kramsacher/Hagauer Marmor besteht aus einem polygonalen Pfeiler mit profiliertem Kapitell und einem hochrechteckigen Aufsatz mit Zeltdach. In den flachen Nischen befinden sich Bilder, die mehrmals erneuert wurden und im 17. Jahrhundert von Konrad Prantmaier, 1948 von Toni Kirchmayr, 1961 von Anton Tiefenthaler und 1980 von Manrfred Grader gemalt wurden. Die heutigen Bilder wurden 1995 von Nikolaus Kurz geschaffen und zeigen die Wetterheiligen Johannes und Paulus, den hl. Sebastian, die Taufe Christi und den hl. Franz Xaver. | BDA-Hist.: Q37808185 Status: § 2a Stand der BDA-Liste: 2025-06-30 Name: Pestbildstock GstNr.: 3055 Pestbildstock (Langkampfen)                                                                            |